# ورگینه گاراگاشیان
ورگینه کاراکاشیان (ارمنی: Վերգինե Գարագաշյան؛ انگلیسی: Verkine Karakashian؛ ۱۸۵۶ – ۱۹۳۳) بازیگر و بازیگر تئاتر اهل امپراتوری عثمانی بود. 

## زندگی‌نامه
وی در ۱۸۵۶ در کنستانتینوپل زاده شد  وی در ۱۹۳۳ در سن ۷۷ سالگی در آتن درگذشت.